# مرسين
مدينة مرسين هي عاصمة محافظة مرسين تقع في جنوب تركيا ولها ميناء على ساحل البحر الأبيض المتوسط، وبلغ عدد سكانها في عام 2015 حوالي 1.727.255 نسمة، وهذا جعلها عاشر مدينة تركية إزدحاماً بالسكان. وفقاً لأوليا جلبي فإن مرسين استمدت اسمها من اسم قبيلة «مرسين أوغولاري» (بالتركية: Mersinoğulları)، نظرية أخرى تقول بأن الاسم مشتق من نبتة الآس (بالإنجليزية: Myrtle)‏ والتي تنمو بكثرة في هذه المنطقة.

## التاريخ
ساحل مرسين مسكون منذ الألفية التاسعة قبل الميلاد. وقد كشفت الحفريات التي قام بها جون غارستانغ لتل «يوموكتيبي» بوجود 23 مرحلة استعمارية قامت في هذه المنطقة، أقربها يرجع لتاريخ 6300 ق.م. ولكن يبدو أن المنطقة تم التخلي عنها بين عام 3200 وعام 1200 ق.م.
في القرون اللاحقة، أصبحت المدينة جزءاً من العديد من الدول والحضارات بما فيها الحيثيون والآشوريون والفرس واليونانيون ومقدونيو الإسكندر الأكبر والسلوقيون والبطالمة. خلال فترة الحضارة الإغريقية، حملت المدينة اسم زيفيريون (باليونانية: Ζεφύριον)‏ وأشير إليها عند العديد من المؤلفين القدامى. وبصرف النظر عن ميناءها الطبيعي وموقعها الاستراتيجي على طول الطرق التجارية لجنوب الأناضول، فقد استفادت المدينة من تجارة الموليبدنوم (الرصاص الأبيض) من المناجم المجاورة.
أصبحت المنطقة في وقت لاحق جزءاً من مقاطعة كيليكيا الرومانية، التي كانت عاصمتها طرسوس، في حين كانت مرسين الميناء الرئيسي لها. تم تغيير اسم المدينة من اسمها اللاتيني «زيفيريون» إلى هادريانوبوليس، وذلك على شرف الإمبراطور الروماني هادريان.
في عام 395، انقسمت الإمبراطورية الرومانية إلى شطرين وانقسمت هذه المنطقة إلى قسمين حيث حكمت من البيزنطة (القسطنطينية لاحقاً)، وأصبحت مركزاً للتجارة في هذا الجزء من العالم. ثم أصبحت مدينة مسيحية والمقر الرسمي للأسقف.
ثم جاءوا العرب والطولونيون وسلاجقة العراق والأمبراطورية المغولية والحملات الصليبية والمملكة الكيليكية الأرمنية والمماليك والإمارات الأناضولية، وأخيراً تم احتلال المدينة من قبل العثمانيون عام 1473 وتم ضمها رسمياً للدولة العثمانية بقيادة سليم الأول عام 1517.
خلال الحرب الأهلية الأمريكية، أصبحت المنطقة المورد الرئيسي للقطن للتعويض عن ارتفاع الطلب. وتم تمديد خطوط سكك حديدية إلى مرسين عام 1866 لنقل وتصدير القطن عبر البحر، وتطورت المدينة لتصبح مركزاً تجارياً رئيسياً.
في عام 1918، قامت القوات الفرنسية والبريطانية باحتلال مرسين، حيث كانت مرسين الحد الغربي للأقاليم السورية الشمالية وأصبحت خاضعة لتركيا بموجب معاهدة لوزان بين تركيا من جهة وبريطانيا وفرنسا من جهة أخرى، وتضم هذه الأقاليم أضنة ومرعش وماردين وجزيرة ابن عمر واورفة وديار بكر وعنتاب.

## أتاتورك ومرسين
زار أتاتورك مرسين عشر مرات ومكث فيها خمس مرات. وقال «مرسين هي أهم منطقة تجارية في تركيا بين تركيا والعالم». تم إنشاء منزل لأتاتورك (أو ما يعرف بمتحف أتاتورك في مرسين واستمر استخدامه كمتحف حتى الآن.

## استضافة الألعاب المتوسطية
استضافة مدينة مرسين ألعاب البحر الأبيض المتوسط 2013 بين 20 يونيو و 30 يونيو 2013 بمشاركة 24 دولة في 27 رياضة.

## مرسين اليوم
اليوم مرسين تعتبر مدينة كبيرة تنتشر على طول الساحل، وفيها ناطحة سحاب من 52 طابق اسمها «برج ميرتيم»، وكانت تعد أطول ناطحة سحاب في تركيا لمدة 13 عاماً، بين عامي 1987 و 2000 إلى أن تم الانتهاء من أبراج «بانكاسي» في إسطنبول، ويوجد في مرسين أيضاً الفنادق الضخمة ودار الأوبرا، والعقارات الغالية بالقرب من البحر وعلى التلال، والعديد من المرافق الحديثة. بالرغم من عدم وجود منشآت عريقة وحياة ليلية كتلك الموجودة في إسطنبول وإزمير. ساحل مرسين هو أطول ساحل في تركيا وفي شرق البحر الأبيض المتوسط. عدد سكان المدينة هو 843,429 نسمة (ومع كل المحافظة 1,647,899 نسمة) وفقاً لتقديرات عام 2010. والسكان موزعين بين بلديات مدينة مرسين على الشكل التالي:
| اسم البلدية          | عدد السكان لعام 2010 |
| -------------------- | -------------------- |
| أكدينيز Akdeniz      | 276,094              |
| ميزيتلي Mezitli      | 126,112              |
| طوروسلار Toroslar    | 250,034              |
| ييني شاهير Yenişehir | 191,189              |

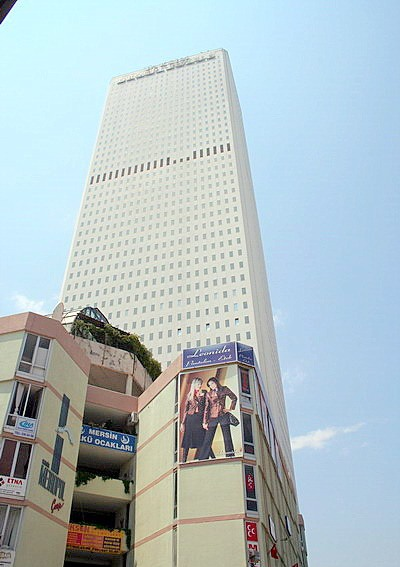
برج ميرتيم

بلدية العاصمة تسعى الآن إلى إنقاذ الواجهة البحرية الأمامية، بعد أن أقامت الحدائق والممرات والتماثيل، وما زال هنالك أشجار النخيل على جوانب الطرق خصوصاً أن جيل الشباب يرغب بالذهاب للمقاهي ومحلات الحلويات والأحياء الحديثة مثل Pozcu أو Çamlıbel. والتي أنشئت فيها الأسواق والمحلات المعروفة والمطاعم. مركز المدينة عبارة عن متاهة من الشوارع الضيقة والأزقة والممرات والمحلات التجارية والمقاهي. الحي القديم يقع بالقرب من سوق السمك حيث يوجد الأكشاك التي تبيع سندويشات التنتوني والكبد المشوي.
واحدة من أهم المعالم المميزة للمدينة ككل، هي وجود ألواح الطاقة الشمسية والتدفئة، فهي في كل مكان، وعلى رأس كل مبنى تقريباً.
تركيا الآن تخطط لبناء أول محطة للطاقة النووية على بعد 80 ميل تقريباً إلى الغرب من مدينة مرسين. في أذار/مارس 2008، فتحت تركيا مناقصة لبناء المصنع. الجماعات البيئية، مثل منظمة السلام الأخضر، يعارضون هذه الخطة.

## المناخ
مرسين لديها مناخ متوسطي، حيث أنها حارة وجافة صيفاً وباردة ورطبة شتاءً. وهطول المطر يكون في أعلى مستوياته في الشتاء، وبشكل أساسي في كانون الأول/ديسمبر وكانون الثاني/يناير مما يعطيها مناخاً صحياً. وأكثر الأشهر جفافاً هي أشهر الصيف مع عدم وجود أي هطول للأمطار.
| البيانات المناخية لـمرسين                         | البيانات المناخية لـمرسين | البيانات المناخية لـمرسين | البيانات المناخية لـمرسين | البيانات المناخية لـمرسين | البيانات المناخية لـمرسين | البيانات المناخية لـمرسين | البيانات المناخية لـمرسين | البيانات المناخية لـمرسين | البيانات المناخية لـمرسين | البيانات المناخية لـمرسين | البيانات المناخية لـمرسين | البيانات المناخية لـمرسين | البيانات المناخية لـمرسين |
| الشهر                                             | يناير                     | فبراير                    | مارس                      | أبريل                     | مايو                      | يونيو                     | يوليو                     | أغسطس                     | سبتمبر                    | أكتوبر                    | نوفمبر                    | ديسمبر                    | المعدل السنوي             |
| ------------------------------------------------- | ------------------------- | ------------------------- | ------------------------- | ------------------------- | ------------------------- | ------------------------- | ------------------------- | ------------------------- | ------------------------- | ------------------------- | ------------------------- | ------------------------- | ------------------------- |
| الدرجة القصوى °ف                                  | 71.2                      | 75.2                      | 85.6                      | 93.0                      | 96.4                      | 95.0                      | 97.9                      | 99.0                      | 101.3                     | 97.5                      | 86.4                      | 80.6                      | 101.3                     |
| متوسط درجة الحرارة الكبرى °ف                      | 58.6                      | 59.9                      | 64.8                      | 70.7                      | 76.6                      | 82.6                      | 87.3                      | 88.7                      | 86.0                      | 80.4                      | 70.5                      | 61.7                      | 74.0                      |
| متوسط درجة الحرارة الصغرى °ف                      | 44.4                      | 45.3                      | 49.6                      | 56.5                      | 63.5                      | 70.7                      | 76.3                      | 76.8                      | 71.2                      | 63.1                      | 53.6                      | 47.1                      | 59.8                      |
| أدنى درجة حرارة °ف                                | 27.5                      | 26.6                      | 29.3                      | 38.8                      | 49.6                      | 41.5                      | 64.6                      | 64.4                      | 57.0                      | 46.4                      | 35.2                      | 31.3                      | 26.6                      |
| الهطول إنش                                        | 4.18                      | 3.14                      | 2.04                      | 1.55                      | 0.98                      | 0.41                      | 0.52                      | 0.34                      | 0.42                      | 1.67                      | 3.33                      | 5.39                      | 23.97                     |
| الدرجة القصوى °م                                  | 21.8                      | 24.0                      | 29.8                      | 33.9                      | 35.8                      | 35.0                      | 36.6                      | 37.2                      | 38.5                      | 36.4                      | 30.2                      | 27.0                      | 38.5                      |
| متوسط درجة الحرارة الكبرى °م                      | 14.8                      | 15.5                      | 18.2                      | 21.5                      | 24.8                      | 28.1                      | 30.7                      | 31.5                      | 30.0                      | 26.9                      | 21.4                      | 16.5                      | 23.3                      |
| متوسط درجة الحرارة الصغرى °م                      | 6.9                       | 7.4                       | 9.8                       | 13.6                      | 17.5                      | 21.5                      | 24.6                      | 24.9                      | 21.8                      | 17.3                      | 12.0                      | 8.4                       | 15.5                      |
| أدنى درجة حرارة °م                                | −2.5                      | −3.0                      | −1.5                      | 3.8                       | 9.8                       | 5.3                       | 18.1                      | 18.0                      | 13.9                      | 8.0                       | 1.8                       | −0.4                      | −3.0                      |
| الهطول مم                                         | 106.2                     | 79.8                      | 51.9                      | 39.4                      | 24.8                      | 10.3                      | 13.2                      | 8.6                       | 10.7                      | 42.3                      | 84.5                      | 137.0                     | 608.7                     |
| المصدر: Devlet Meteoroloji İşleri Genel Müdürlüğü |                           |                           |                           |                           |                           |                           |                           |                           |                           |                           |                           |                           |                           |

## المطبخ
مطبخ مرسين مشهور، والمطاعم المتخصصة في منطقة مرسين موجودة في جميع أنحاء تركيا، ومنها:
- كباب الكبد Ciğer Kebap (شوي الكبد على المنقل)، يقدم عادة 12 سيخ على خبز الصاج مع مجموعة متنوعة من المقبلات.
- التنتوني Tantuni، خبز صاج ساخن وملفوف ويحتوي على لحم الضأن.
- نقانق السجق Bumbar، أمعاء الحمل (صغير الخروف) محشية بخليط من الرز واللحم والفستق، ويقدم مشوي أو على البخار.
- الجزرية Cezerye، راحة حلقوم مصنوعة من الجزر الحلو، ومغطسة بالفستق وجوز الهند.
- كارسامباش Karsambaç، جليد مبروش (أو ثلج ناعم) ويوضع في أعلاها دبس أو عسل.
- الكنافة Künefe، هي الكنافة الخشنة والمشهورة في جميع أنحاء بلاد الشام.
- الكرابيج Kerebiç، حلوة الغريبة محشوة بمعجون الفستق، شهيرة أيضاً في بلاد الشام.
- عصير اللفت Şalgam Suyu، مشروب مصنوع من الجزر الأحمر المخمر، ذو شعبية كبيرة في جنوب تركيا، وهو معروف لمعالجة الصداع الناتج عن شرب الكحول.

## الاقتصاد

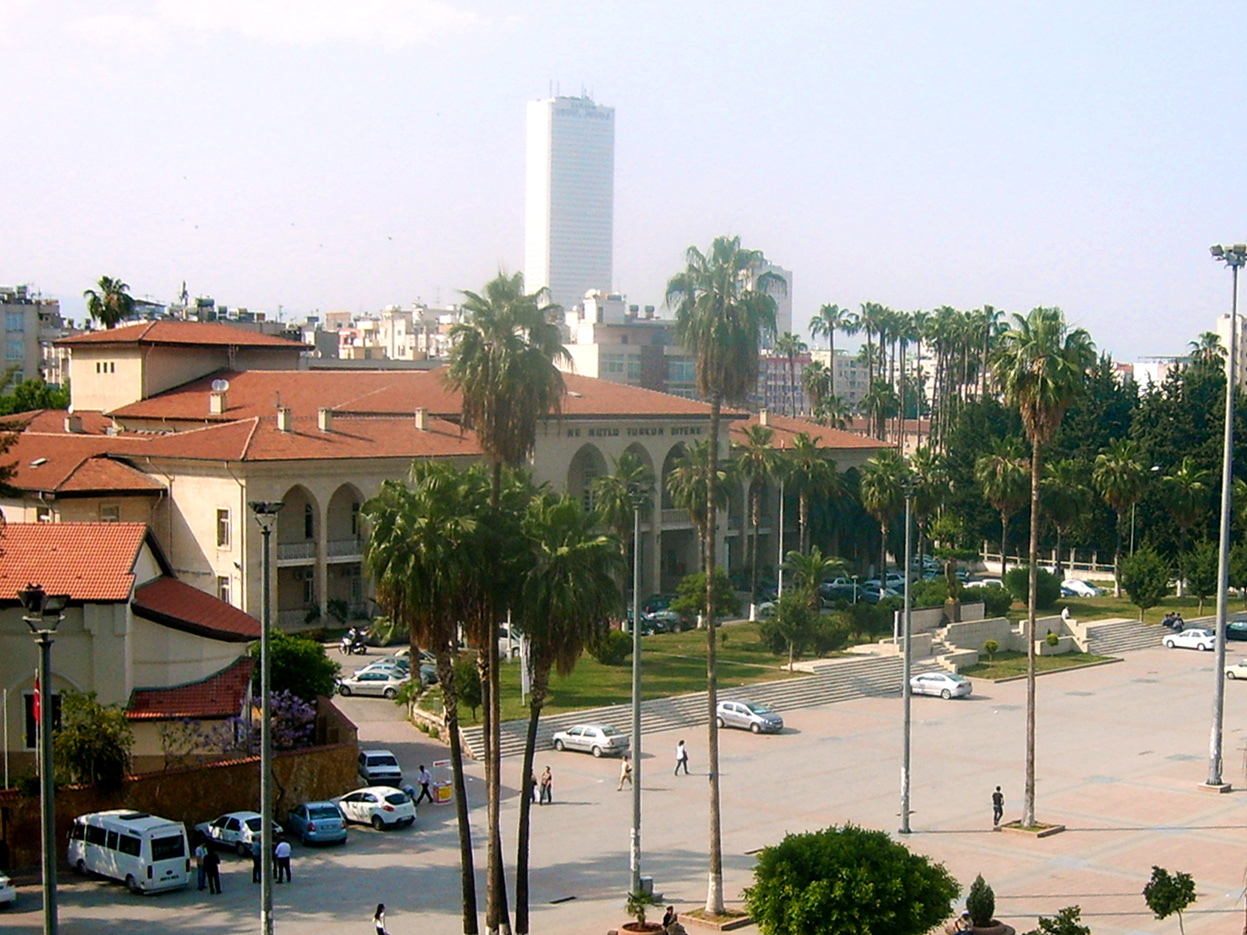
مبنى مركز الثقافة ودار الأوبرا، مرسين هالكيفي سابقاً

الميناء هو الركيزة الأساسية للاقتصاد في مرسين. يوجد 45 رصيف بحري، إجمالي منطقة الميناء هي 785,000 متر مربع (194 فدان)، بسعة 6,000 سفينة سنوياً. وميناء مرسين مركزاً دولياً للكثير من السفن المتوجهة لأوروبا.
بجوار الميناء يوجد منطقة حرة والتي تم إنشاءها في 1986، كأول منطقة حرة في تركيا، وتتضمن المستودعات والمحلات التجارية والتفكيك والتجميع والورش الهندسية والمصارف وشركات التأمين والتعبئة والتغليف ومرافق المعارض. المنطقة الحرة هي ملكية عامة للمستثمرين الأجانب، فهي قريبة من الأسواق الرئيسية في الشرق الأوسط وشمال أفريقيا وشرق وغرب أوروبا والاتحاد الروسي وآسيا الوسطى. بلغ حجم التداول في المنطقة الحرة 51.8 مليار دولار وذلك عام 2002.
لدى مرسين طرق سريعة (أوتوستراد) تربطها بالشمال والشرق والغرب. ومرسين أيضاً مرتبطة بخط السكة الحديدية الجنوبي. مطار أضنة يبعد عنها 69 كيلومتر. يعمل 70% من الذكور و46% من الإناث. ومعدل البطالة حوالي 6.7%.

## جامعة مرسين
تأسست جامعة مرسين عام 1992 وبدأ فيها التدريس في العام الدراسي 1993-1994، وتضم 11 كلية و 9 مدارس و 6 مدرسة مهنية. تخرج من الجامعة حوالي 10 الآف خريج، وزاد عدد موظفيها الأكاديميين إلى أكثر من 2100 أكاديمي، ويلتحق بها حوالي 22,000 طالب.

## الثقافة

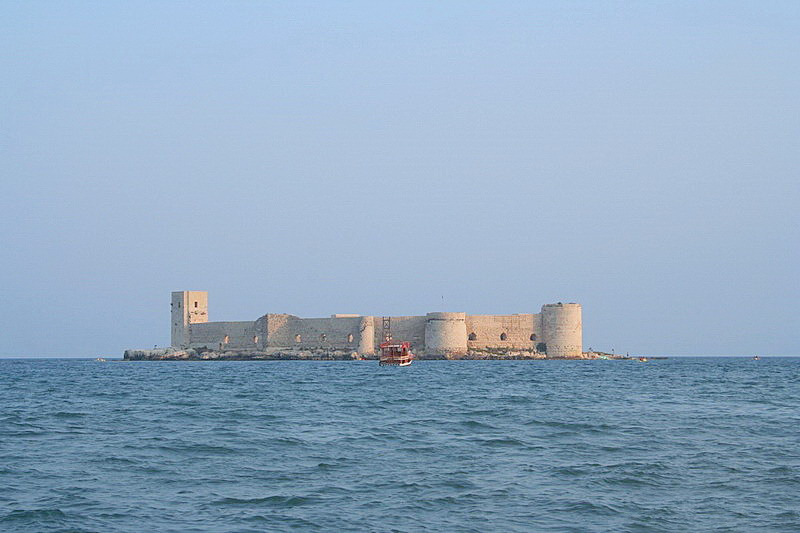
قلعة كزكاليسي Kızkalesi

لأن هذه المدينة كانت مفترق طرق لعدة قرون، فالثقافة المحلية هي مزيج من الحضارات. مرسين لديها دار أوبرا وباليه، هو الرابع بعد إسطنبول وإزمير وأنقرة. تم تأسيس مهرجان مرسين للموسيقى عام 2001 ويقام في تشرين الأول/أكتوبر من كل سنة. جمعية التصوير الفوتوغرافي "Mersin Fotograf Derneği"، هي واحدة من المنظمات الثقافية الأكثر شعبية والنشطة في المدينة. بعض الأنشطة الثقافية يرعاها نادي مرسين الفني "İçel Sanat Kulübü". وهنالك متحف كبير في وسط المدينة. المقبرة المحلية مثيرة للاهتمام، فيمكن دفن الناس من جميع الأديان والطوائف فيها.
من أجل السباحة في مياه البحر النظيفة، يتوجب الخروج من المدينة، وربما إلى بعد ساعة على طول الساحل. الشواطئ التي تفضلها العائلات هي Kızkalesi وAyaş وSusanoğlu (على بعد 50-70 كم إلى الغرب)، بينما الشواطئ التي يفضلها جيل الشباب Akyar وYapraklı Koy وNarlıkuyu.